# Jeh Johnson

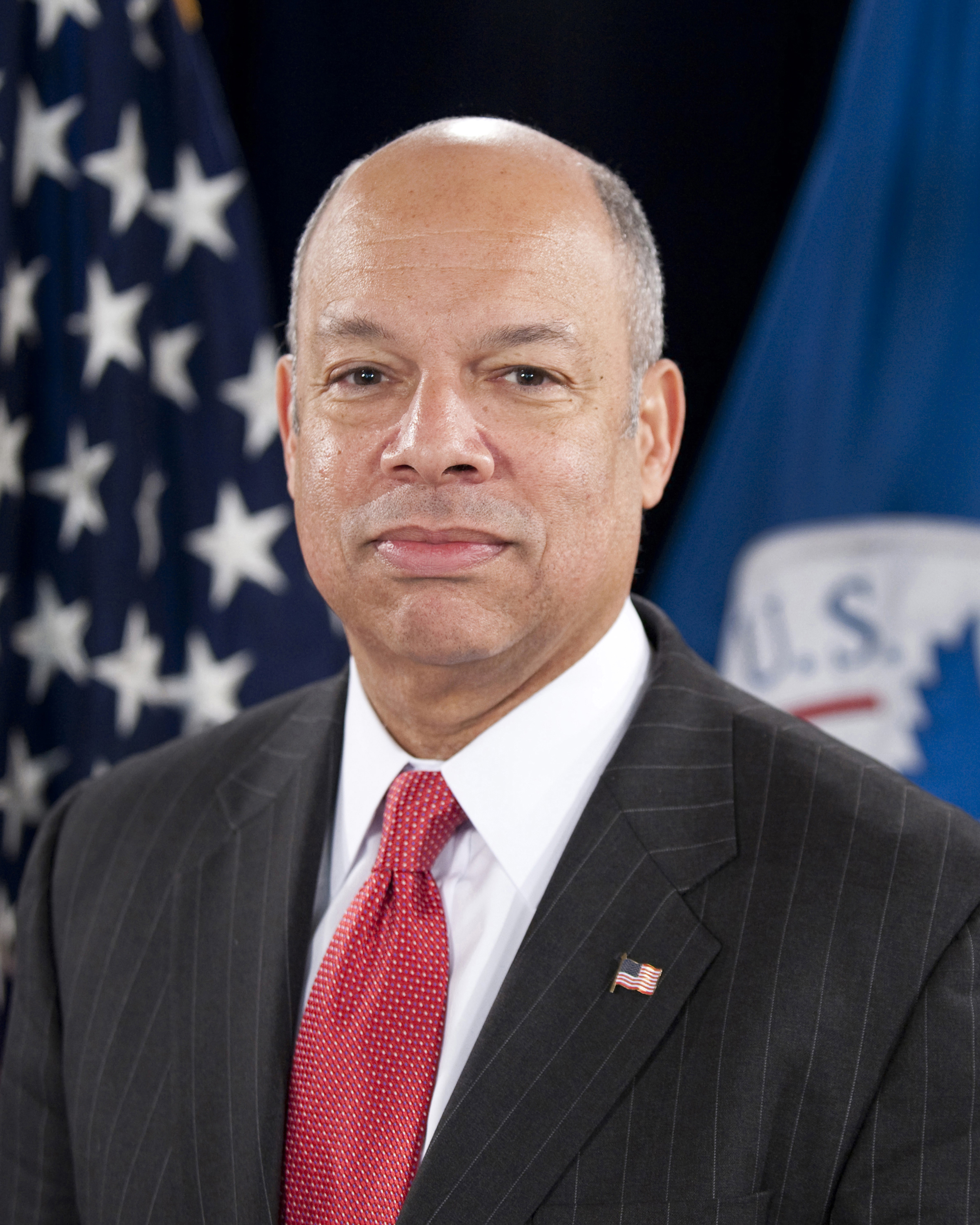
Jeh Johnson (2014)

Jeh Charles Johnson (* 11. September 1957 in New York City)  ist ein US-amerikanischer Politiker der Demokratischen Partei.
Johnson besuchte das Morehouse College und studierte Rechtswissenschaften an der Columbia University in New York City. Er war als Rechtsanwalt in New York City tätig. Johnson war vom 23. Dezember 2013 bis 20. Januar 2017 Minister für Innere Sicherheit der Vereinigten Staaten.
Jeh ist der Enkel des Soziologen Charles Spurgeon Johnson (1893–1956).